# Diasemopsis sexnotata
Diasemopsis sexnotata är en tvåvingeart som beskrevs av Enrico Adelelmo Brunetti 1928. Diasemopsis sexnotata ingår i släktet Diasemopsis och familjen Diopsidae.
Artens utbredningsområde är Gabon. Inga underarter finns listade i Catalogue of Life.